# Meccanismo GIM
Nella teoria quantistica dei campi, il meccanismo GIM (o meccanismo Glashow–Iliopoulos–Maiani) è il meccanismo che spiega perché le interazioni deboli con cambiamento di stranezza pari a ΔS = 2 sono soppresse mentre quelle con cambiamento di stranezza ΔS = 1 sono ammesse. Spiega anche perché le FCNC (flavour-changing neutral current) sono soppresse. Il meccanismo fu introdotto da Sheldon Lee Glashow, Ioannis Iliopoulos e Luciano Maiani nel famoso articolo "Weak Interactions with Lepton–Hadron Symmetry" pubblicato nel 1970.
Quando il meccanismo GIM fu proposto, si pensava esistessero solo tre quark (up, down e strange). Glashow e James Bjorken predissero un quarto quark (lo charm) nel 1964, ma erano poche le evidenze sperimentali. Il meccanismo GIM tuttavia richiedeva l'esistenza di un quarto quark e così la predizione dello charm viene normalmente attribuita a Glashow, Iliopoulos e Maiani.